# Rui Komatsu
Rui Komatsu (小松 塁 Komatsu Rui?), född 29 augusti 1983 i Kochi prefektur, är en japansk fotbollsspelare.
Komatsu började sin karriär 2006 i Cerezo Osaka. Han spelade 146 ligamatcher för klubben. Efter Cerezo Osaka spelade han för V-Varen Nagasaki, Kawasaki Frontale, Oita Trinita och Giravanz Kitakyushu. Han avslutade karriären 2017.